# NGC 262
NGC 262 је лентикуларна галаксија у сазвежђу Андромеда која се налази на NGC листи објеката дубоког неба.
Деклинација објекта је + 31° 57' 27" а ректасцензија 0h 48m 47,1s. Привидна величина (магнитуда) објекта NGC 262 износи 13,1 а фотографска магнитуда 14,0. NGC 262 је још познат и под ознакама UGC 499, MCG 5-3-8, MK 348, IRAS 00461+3141, CGCG 501-20, NPM1G +31.0015, PGC 2855.